# قيز قابان
أربطان هي قرية في مقاطعة هريس، إيران. عدد سكان هذه القرية هو 92 في سنة 2006.